# Eric Iljans
Eric Iljans (* 17. November 1969 in Nora; eigentlich Karl Erik Gunnar Iljans) ist ein ehemaliger schwedischer Freestyle-Skiläufer. Er war auf die Disziplin Skicross spezialisiert. Seine Ehefrau Magdalena Iljans betrieb dieselbe Sportart.

## Biografie
Iljans debütierte am 30. November 2002 im Freestyle-Weltcup und fuhr in Tignes auf den 44. Platz. Beim nächsten Rennen in Laax wurde er Zwölfter und gewann somit die ersten Weltcuppunkte. Seine beste Platzierung in der Premierensaison war ein 6. Platz in Les Contamines. In den folgenden vier Jahren konnte er sich im Weltcup nie unter den besten zehn platzieren, gewann aber bei den Winter-X-Games 2005 die Goldmedaille in der Disziplin UltraCross.
Am 2. Februar 2007 erzielte Iljans erstmals eine Podestplatzierung, als er in Les Contamines auf den dritten Platz fuhr. Der zweite (und letzte) Podestplatz seiner Karriere gelang ihm am 14. Januar 2009 in Flaine. In seiner letzten Saison 2009/10 war ein 11. Platz Iljans’ bestes Ergebnis, was jedoch reichte, um sich für die Olympischen Winterspiele 2010 zu qualifizieren; beim olympischen Rennen in Cypress Mountain belegte er Platz 16. Zwei Wochen später beendete er seine Sportkarriere.

## Erfolge

### Olympische Spiele
- Vancouver 2010: 16. Skicross

### Weltmeisterschaften
- Ruka 2005: 19. Skicross
- Madonna di Campiglio 2007: 16. Skicross
- Inawashiro 2009: 33. Skicross

### Weltcup
- Saison 2006/07: 5. Skicross-Weltcup
- 3 Platzierungen unter den besten zehn, davon 2 Podestplätze

### Winter-X-Games
- 1. Platz UltraCross: 2005